# Numerická apertura

Numerická apertura vzhledem k bodu P závisí na polovičním vrcholovém úhlu θ maximálního světelného kužele, který může do čočky vstoupit nebo z ní vystoupit.

Numerická apertura (NA) vyjadřuje v mikroskopii účinnou světelnost objektivu. Je to bezrozměrné číslo, které lze vyjádřit matematickým zápisem:
{\displaystyle {\mathit {NA}}=n\,\mathrm {sin} \,\theta }
kde {\displaystyle n} je index lomu prostředí před objektivem a {\displaystyle \theta } je polovina vrcholového úhlu kužele paprsků vstupujících do objektivu (jeho poloviční úhlová apertura)
Numerická apertura je tím větší, čím větší je sinus vrcholového úhlu kuželu paprsků, které může objektiv zpracovat a u nejkvalitnějších objektivů bývá asi 1,3 až 1,4.